# Kim Shin-wook
Kim Shin-wook (koreanisch 김신욱; * 14. April 1988 in Gwacheon, Gyeonggi-do) ist ein südkoreanischer Fußballspieler. Seit 2022 steht er beim singapurischen Erstligisten Lion City Sailors unter Vertrag. Zuvor spielte er ab 2009 zunächst in seiner Heimat für die Erstligisten Ulsan Hyundai und Jeonbuk Hyundai Motors, ehe er 2019 für zwei Jahre für den chinesischen Verein Shanghai Shenhua auflief.
2012 gewann er mit Ulsan Hyundai die AFC Champions League. Von 2010 bis 2021 gehörte er außerdem zum Kader der südkoreanischen Fußballnationalmannschaft, mit der er 2011 Dritter der Asienmeisterschaft wurde.

## Karriere

### Verein
Der in Gwacheon geborene Kim Shin-wook begann seine Profikarriere als Fußballspieler 2009 bei Ulsan Hyundai in der K League. Gleich in der ersten Spielzeit lief er in 23 von 28 Spielen auf. Mit seinen sieben Saisontreffern war er neben dem Brasilianer Almir einer der erfolgreichsten Schützen des Vereins. In der Champions-League-Saison 2009 kam er viermal zum Einsatz und erzielte beim Spiel gegen den japanischen Verein Nagoya Grampus ein Tor zum zwischenzeitlichen 1:2.
In den folgenden Jahren etablierte sich Kim als Stammspieler bei Ulsan Hyundai. Das zeigte sich unter anderem 2011 bei der letzten Austragung des Korean League Cups. Dort wurde er mit elf Treffern in acht Spielen zum Torschützenkönig ernannt. In der Champions League 2012 stand der Stürmer in elf der zwölf Spielen auf dem Platz und trug mit seinen sechs Toren zum ersten internationalen Titelgewinn des Vereins bei. Dadurch war man für die im Dezember 2012 stattfindende Klub-Weltmeisterschaft qualifiziert. Bei dieser schied man allerdings nach zwei Niederlagen als Sechster aus.
2013 wurde er mit Ulsan südkoreanischer Vizemeister und war mit seinen 19 Saisontreffern Torschützenkönig der Spielzeit. Die nachfolgende Saison beendete Ulsan trotz der jeweiligen neun Tore von Kim und seinem Kollegen Yang Dong-hyun auf dem sechsten Tabellenplatz. Mit 18 Ligatoren wurde er 2015 zum zweiten Mal Torschützenkönig.
Zur Saison 2016 wechselte Kim zum Ligakonkurrenten Jeonbuk Hyundai Motors. Hier spielte er bis Mitte 2019. Für Jeonbuk spielte er 118-mal und schoss dabei 37 Tore. Im Juli 2019 verließ er Südkorea und wechselte nach China. Hier unterzeichnete er einen Vertrag bei Shanghai Shenhua. Mit dem Klub aus Shanghai spielte er in der höchsten Liga des Landes, der Chinese Super League. Für Shenhua absolvierte er 24 Ligaspiele und schoss dabei 14 Tore.
Im Januar 2022 wechselte er nach Singapur, wo er einen Vertrag beim amtierenedne Meister Lion City Sailors unterschrieb. Im Februar 2022 gewann der mit den Sailors den Singapore Community Shield. Das Spiel gegen Albirex Niigata gewann man mit 2:1. Für die Sailors bestritt er 26 Ligaspiele. Hierbei schoss er 21 Tore. 
Im Februar 2023 zog es ihn nach Hongkong. Hier nahm ihn der Erstligist Kitchee SC unter Vertrag. Am Ende der Saison feierte er Kitche die Meisterschaft.

### Nationalmannschaft
Sein Debüt für die südkoreanische Fußballnationalmannschaft gab er am 9. Januar 2010 beim Freundschaftsspiel gegen Sambia, das 2:4 verloren wurde. 2011 wurde er in den Kader für die Asienmeisterschaft in Katar (ein Einsatz) und 2013 für die Ostasienmeisterschaft im eigenen Land (drei Einsätze) berufen. Bei beiden Turnieren wurde Südkorea Dritter. Sein erstes Tor erzielte er 2012 im Qualifikationsspiel zur WM 2014 gegen Katar. 2014 konnte er sich mit Südkorea für die Weltmeisterschaft in Brasilien qualifizieren und absolvierte dabei zwei WM-Spiele. 2015 und 2017 nahm er erneut an der Ostasienmeisterschaft teil und stand in allen sechs Spielen auf dem Feld. Beim Turnier 2017 wurde er zudem mit drei Toren Torschützenkönig. Insgesamt bestritt Kim Shin-wook von 2010 bis 2021 insgesamt 55 A-Länderspiele und erzielte dabei 16 Tore. 
Für die U-23-Auswahl von Südkorea, mit der er an den Asienspielen 2014 als einer der drei älteren Unterstützungsspieler teilnahm, stand er in drei Spielen auf dem Platz und konnte ein Tor schießen.

## Erfolge

### Verein
Ulsan Hyundai
- Korean League Cups: 2011
- AFC Champions League: 2012, 2016
- K League 1: 2013 Vizemeister

Lion City Sailors
- Singapore Community Shield: 2022

Kitchee SC
- Hong Kong Premier League: 2022/23

### Nationalmannschaft
- Dritter der Fußball-Asienmeisterschaft: 2011
- Goldmedaille mit der U-23 bei den Asienspielen: 2014

## Auszeichnungen
- Torschützenkönig des Korean League Cups: 2011
- Torschützenkönig der K League 1: 2013, 2015
- Torschützenkönig der Ostasienmeisterschaft: 2017